# Raid (scoutisme)
Pour les articles homonymes, voir Raid.
 (septembre 2012).
Si vous disposez d'ouvrages ou d'articles de référence ou si vous connaissez des sites web de qualité traitant du thème abordé ici, merci de compléter l'article en donnant les références utiles à sa vérifiabilité et en les liant à la section « Notes et références ».
Le raid ou explo est une activité se déroulant sur un à trois jours en petits groupes, dans le cadre du scoutisme. L'objectif de cette pratique est l'apprentissage de l'autonomie, le développement physique et moral, et la découverte d'un espace géographique, tout en mettant en pratique les techniques apprises. La législation française régissant les accueils collectifs de mineurs (ACM) n'autorise les activités en autonomie qu'à partir de 11 ans révolus, les jeunes scouts peuvent la faire à condition d'être encadrés. En outre, l'explo permet la visibilité du scoutisme.

## Cadre juridique

### Réglementation française
Le cadre juridique sous lequel les explos et raids sont soumis dépend de l'organisation de scoutisme, de la qualification des éventuels encadrants et de l'âge des participants. Ainsi, en France, neuf associations de scoutisme sont aujourd'hui agréées par le ministère de la Jeunesse et des Sports comme mouvement de scoutisme, dont cinq font partie du Scoutisme français (SF). Enfin, il existe d'autres petites associations de scoutisme non reconnues, régies en camps par la réglementation des accueils collectifs de mineurs lorsque ceux-ci sont déclarables.
| âge         | Organisation de scoutisme reconnue                               | Organisation de scoutisme reconnue                                   | Organisation de scoutisme non reconnue |
| âge         | Membre SF                                                        | Hors SF                                                              | Organisation de scoutisme non reconnue |
| ----------- | ---------------------------------------------------------------- | -------------------------------------------------------------------- | -------------------------------------- |
| - de 11 ans | Groupe accompagné par au moins deux chefs dont l'un est titré SF | Groupe accompagné par au moins deux chefs dont l'un est diplôme BAFA | Interdit                               |
| 11 ans et + | Autorisé dans un cadre défini                                    | Autorisé dans un cadre défini                                        | Interdit                               |

Le cadre autorisant une explo ou un raid est défini par l'arrêté du 21 mai 2007 relatif aux conditions d'encadrement des accueils de scoutisme, disposant que: 
| « Des activités sans hébergement ou comprenant au plus trois nuitées consécutives peuvent être organisées sans encadrement sur place pour des mineurs en groupe constitué et âgés de plus de onze ans dans les conditions suivantes : - les caractéristiques de l'activité sont précisées dans le projet pédagogique ; - les familles en sont informées, ont attesté en avoir pris connaissance et ont donné leur accord ; - la préparation inclut la mise à disposition pour le groupe de moyens adaptés et le repérage des lieux ; - les responsables du groupe reconnus par les instances nationales du mouvement valident le projet en tenant compte des capacités d'autonomie des mineurs ; - lors du déroulement de l'activité, des moyens de communication effectifs sont à la disposition du groupe et un adulte responsable peut intervenir à tout moment. » |

À cela, d'autres contraintes s'ajoutent, sans être spécialement destinées aux activités type raid ou explo. En moyenne montagne, les randonnées ne peuvent plus excéder 4h de marche par jour sans accompagnateur de moyenne montagne, ce qui peut poser problème dans certains tracés. Les Fiches sanitaires de liaisons doivent être également emportées.

## Principes

### Raid
Dans de nombreux mouvements de scoutisme le raid de 12 h ou 24 h est toujours l’épreuve principale de la progression de classe qui normalement s'effectue durant un camp de Pâques ou d'été. 
Suivant le niveau technique atteint, la marche se fait en totalité à la boussole en suivant plusieurs azimuts successifs ou comporte une succession de sections (par exemple : « azimut 1,5 km puis suivi GR sur 4,2 km puis azimut sur 2,1 km », etc.). Les scouts sont donc pourvus d'une feuille de route détaillée mais aussi d'une nourriture sommaire, d'eau potable et d'une toile de bivouac. Ainsi chez les guides et scouts d'Europe le raid dure minimum 24 heures et peut aller jusqu'à 36 heures. À la fin du raid un rapport est rendu aux chefs et cheftaines pour déterminer si le raid a été effectué avec succès.
En général, le raid s’effectue en binôme, mais il peut s’effectuer à trois ou quatre pour les plus jeunes. L'âge minimum est d'au moins 11 ans. Plusieurs modalités et thèmes sont possibles (2e classe, 1re classe, raid sioux, raid trappeur, raid pèlerin russe) selon les âges et les compétences. Au niveau de la sécurité, les participants sont munis d’une enveloppe de secours et d’un téléphone portable. De même, la nuit se déroule en bivouac mais à proximité immédiate d'une habitation. Le raid solitaire n'est plus pratiqué, sauf chez les Scouts d'Europe où il n'est proposé qu'aux plus grands des éclaireurs (chef de patrouilles, 1er classe, et candidats-raiders). Dans tous les cas, ces raids sont conditionnés à l'autorisation formelle des parents.
Dans les années 1990, les Scouts de France ont préféré parler de R.E.D (Randonnée Exploration Découverte), qui est une exploration de patrouille de deux jours.
L'exploration scoute est la randonnée d'une patrouille de scouts dans une région déterminée où il est leur est demandé de recueillir des éléments de géographie humaine (par exemple une technique d'élevage, les traces physiques et humaines d'un conflit, des éléments de dialecte, etc. Bien entendu le terme exploration se réfère à un imaginaire. En Belgique le mot « hike » est employé dans un sens analogue.